# Премия «Грэмми» за лучшее исполнение в стиле хард-рок
«Грэмми» в номинации «Лучшее исполнение в стиле хард-рок » присуждалась в период между 1990 и 2011 годами. Ежегодно Национальная академия искусства и науки звукозаписи США выбирала несколько претендентов за «художественные достижения, техническое мастерство и значительный вклад в развитие звукозаписи без учёта продаж альбома (сингла) и его позиции в чартах».
Впервые, Академия отметила хард-рок музыкантов на 31-й церемонии «Грэмми» (1989). Первоначально категория называлась — «Лучшее хард-рок/метал-исполнение вокальное или инструментальное», сочетая в себе два самых популярных музыкальных жанра 80-х. Jethro Tull стали первыми лауреатами этой награды за пластинку Crest of a Knave, победив группу Metallica, которые были номинированы за альбом …And Justice for All. Этот выбор привел к массовой критике членов Академии: музыкальные журналисты сетовали на то, что музыка Jethro Tull не относится в жанрам хард-рок или хэви-метал. В ответ на эти упрёки, Академия разделила категории «Лучшее хард-рок исполнение» и «Лучшее метал-исполнение», на две независимых.
В 1990 году группа Living Colour стала первым победителем в этой категории. С 1992 по 1994 годы награда вручалась под названием — «Лучшее вокальное исполнение в стиле хард-рок». Группы Foo Fighters, Living Colour и The Smashing Pumpkins удерживают рекорд по количеству побед — по две у каждой. Американские исполнители побеждали в этой категории чаще, чем представители других стран, тем не менее, среди лауреатов также были музыканты из Австралии (дважды) и Великобритании (один раз). Лидером по числу номинаций без побед является группа Alice in Chains — всего восемь раз.
В 2012 году номинация была упразднена в связи с тотальной реструктуризацией категорий «Грэмми». С 2012 года номинации в категориях хард-рок и метал были объединены в единую номинацию — «Лучшее хард-рок / Метал исполнение». Тем не менее, в 2014 году, эта категория была отменена: Академия вернула метал-номинацию «Лучшее метал-исполнение», а композиции исполненные в жанры хард-рок стали одной из составляющих единой рок-категории «Лучшее рок-исполнение». В соответствии с заявлением Академии: «Было определено, что метал имеет очень характерный звук, а хард-рок более тесно соотносится к традиционному року и может комфортно существовать, как одна из составляющих единой рок-номинации».
Номинантами были произведения, изданные в предыдущий календарный год, относительно текущей церемонии «Грэмми».

## Список лауреатов
| \| Год[I] \| Победитель \| Страна \| Музыкальное произведение \| Номинанты[II] \| Ссылка \| \| ------ \| --------------------------- \| -------------- \| -------------------------------------------- \| -------------------------------------------------------------------- \| ------ \| \| 1990 \| Living Colour \| США \| «Cult of Personality» \| - Mötley Crüe — «Dr. Feelgood[англ.]» \| [6] \| \| 1991 \| Living Colour \| США \| Time's Up \| - Mötley Crüe — «Kickstart My Heart[англ.]» \| [7] \| \| 1992 \| Van Halen \| США \| For Unlawful Carnal Knowledge \| - Guns N' Roses — Use Your Illusion I \| [8] \| \| 1993 \| Red Hot Chili Peppers \| США \| «Give It Away» \| - Pearl Jam — «Jeremy» \| [9] \| \| 1994 \| Stone Temple Pilots \| США \| «Plush» \| - The Smashing Pumpkins — «Cherub Rock» \| [10] \| \| 1995 \| Soundgarden \| США \| «Black Hole Sun» \| - Pearl Jam — «Go» \| [11] \| \| 1996 \| Pearl Jam \| США \| «Spin the Black Circle[англ.]» \| - Van Halen — «The Seventh Seal» \| [12] \| \| 1997 \| The Smashing Pumpkins \| США \| «Bullet with Butterfly Wings» \| - Stone Temple Pilots — «Trippin' on a Hole in a Paper Heart[англ.]» \| [13] \| \| 1998 \| The Smashing Pumpkins \| США \| «The End Is the Beginning Is the End[англ.]» \| - Rage Against the Machine — «People of the Sun[англ.]» \| [14] \| \| 1999 \| Джимми Пейдж и Роберт Плант \| Великобритания \| «Most High[англ.]» \| - Pearl Jam — «Do the Evolution[англ.]» \| [15] \| \| 2000 \| Metallica \| США \| «Whiskey in the Jar» \| - Limp Bizkit — «Nookie[англ.]» \| [16] \| \| 2001 \| Rage Against the Machine \| США \| «Guerrilla Radio[англ.]» \| - Stone Temple Pilots — «Down[англ.]» \| [17] \| \| 2002 \| Linkin Park \| США \| «Crawling» \| - Saliva — «Your Disease» \| [18] \| \| 2003 \| Foo Fighters \| США \| «All My Life[англ.]» \| - System of a Down — «Aerials» \| [19] \| \| 2004 \| Evanescence и Пол Маккой \| США \| «Bring Me to Life» \| - Queens of the Stone Age — «Go with the Flow» \| [20] \| \| 2005 \| Velvet Revolver \| США \| «Slither[англ.]» \| - Slipknot — «Duality» \| [21] \| \| 2006 \| System of a Down \| США \| «B.Y.O.B.» \| - Queens of the Stone Age — «Little Sister» \| [22] \| \| 2007 \| Wolfmother \| Австралия \| «Woman» \| - Tool — «Vicarious[англ.]» \| [23] \| \| 2008 \| Foo Fighters \| США \| «The Pretender» \| - Tool — «The Pot[англ.]» \| [24] \| \| 2009 \| The Mars Volta \| США \| «Wax Simulacra» \| - Rob Zombie — «The Lords of Salem[англ.]» \| [25] \| \| 2010 \| AC/DC \| Австралия \| «War Machine» \| - Nickelback — «Burn It to the Ground» \| [26] \| \| 2011 \| Them Crooked Vultures \| США \| «New Fang[англ.]» \| - Stone Temple Pilots — «Between the Lines[англ.]» \| [27] \| | Brian Johnson               |                |                                       |                                                               |        |
| Год[I] | Победитель                  | Страна         | Музыкальное произведение              | Номинанты[II]                                                 | Ссылка |
| 1990 | Living Colour               | США            | «Cult of Personality»                 | - Mötley Crüe — «Dr. Feelgood»                                | [ 6 ]  |
| 1991 | Living Colour               | США            | Time's Up                             | - Mötley Crüe — «Kickstart My Heart»                          | [ 7 ]  |
| 1992 | Van Halen                   | США            | For Unlawful Carnal Knowledge         | - Guns N' Roses — Use Your Illusion I                         | [ 8 ]  |
| 1993 | Red Hot Chili Peppers       | США            | «Give It Away»                        | - Pearl Jam — «Jeremy»                                        | [ 9 ]  |
| 1994 | Stone Temple Pilots         | США            | «Plush»                               | - The Smashing Pumpkins — «Cherub Rock»                       | [ 10 ] |
| 1995 | Soundgarden                 | США            | «Black Hole Sun»                      | - Pearl Jam — «Go»                                            | [ 11 ] |
| 1996 | Pearl Jam                   | США            | «Spin the Black Circle»               | - Van Halen — «The Seventh Seal»                              | [ 12 ] |
| 1997 | The Smashing Pumpkins       | США            | «Bullet with Butterfly Wings»         | - Stone Temple Pilots — «Trippin' on a Hole in a Paper Heart» | [ 13 ] |
| 1998 | The Smashing Pumpkins       | США            | «The End Is the Beginning Is the End» | - Rage Against the Machine — «People of the Sun»              | [ 14 ] |
| 1999 | Джимми Пейдж и Роберт Плант | Великобритания | «Most High»                           | - Pearl Jam — «Do the Evolution»                              | [ 15 ] |
| 2000 | Metallica                   | США            | «Whiskey in the Jar»                  | - Limp Bizkit — «Nookie»                                      | [ 16 ] |
| 2001 | Rage Against the Machine    | США            | «Guerrilla Radio»                     | - Stone Temple Pilots — «Down»                                | [ 17 ] |
| 2002 | Linkin Park                 | США            | «Crawling»                            | - Saliva — «Your Disease»                                     | [ 18 ] |
| 2003 | Foo Fighters                | США            | «All My Life»                         | - System of a Down — «Aerials»                                | [ 19 ] |
| 2004 | Evanescence и Пол Маккой    | США            | «Bring Me to Life»                    | - Queens of the Stone Age — «Go with the Flow»                | [ 20 ] |
| 2005 | Velvet Revolver             | США            | «Slither»                             | - Slipknot — «Duality»                                        | [ 21 ] |
| 2006 | System of a Down            | США            | «B.Y.O.B.»                            | - Queens of the Stone Age — «Little Sister»                   | [ 22 ] |
| 2007 | Wolfmother                  | Австралия      | «Woman»                               | - Tool — «Vicarious»                                          | [ 23 ] |
| 2008 | Foo Fighters                | США            | «The Pretender»                       | - Tool — «The Pot»                                            | [ 24 ] |
| 2009 | The Mars Volta              | США            | «Wax Simulacra»                       | - Rob Zombie — «The Lords of Salem»                           | [ 25 ] |
| 2010 | AC/DC                       | Австралия      | «War Machine»                         | - Nickelback — «Burn It to the Ground»                        | [ 26 ] |
| 2011 | Them Crooked Vultures       | США            | «New Fang»                            | - Stone Temple Pilots — «Between the Lines»                   | [ 27 ] |

- ↑  Ссылка на церемонию «Грэмми», прошедшую в этом году.
- ↑  Кавычками обозначены — песни (синглы), курсивом — альбомы.